# Chermen Valiev
Chermen Akhsarbekovich Valiev (em russo: Чермен Ахсарбекович Валиев; 10 de dezembro de 1998) é um lutador de estilo-livre albanês.

## Carreira
Pela sua Rússia natal, Valiev foi campeão mundial e europeu sub-23, campeão nacional russo e várias vezes medalhista de ouro em torneios internacionais.
Após se transferir para a Albânia em 2024, Valiev ganhou uma medalha de bronze pela Albânia nos Jogos Olímpicos de Verão de 2024, tendo se qualificado ao ficar em terceiro lugar no Torneio de Qualificação Olímpica Mundial.